# Tostado
Tostado é um município de 2ª categoria da Província de Santa Fé, na Argentina.